# Cyrtomium atropunctatum
Cyrtomium atropunctatum är en träjonväxtart som beskrevs av Satoru Kurata.
Cyrtomium atropunctatum ingår i släktet Cyrtomium och familjen Dryopteridaceae. Inga underarter finns listade i Catalogue of Life.